# Frans hofprotocol tijdens het ancien régime

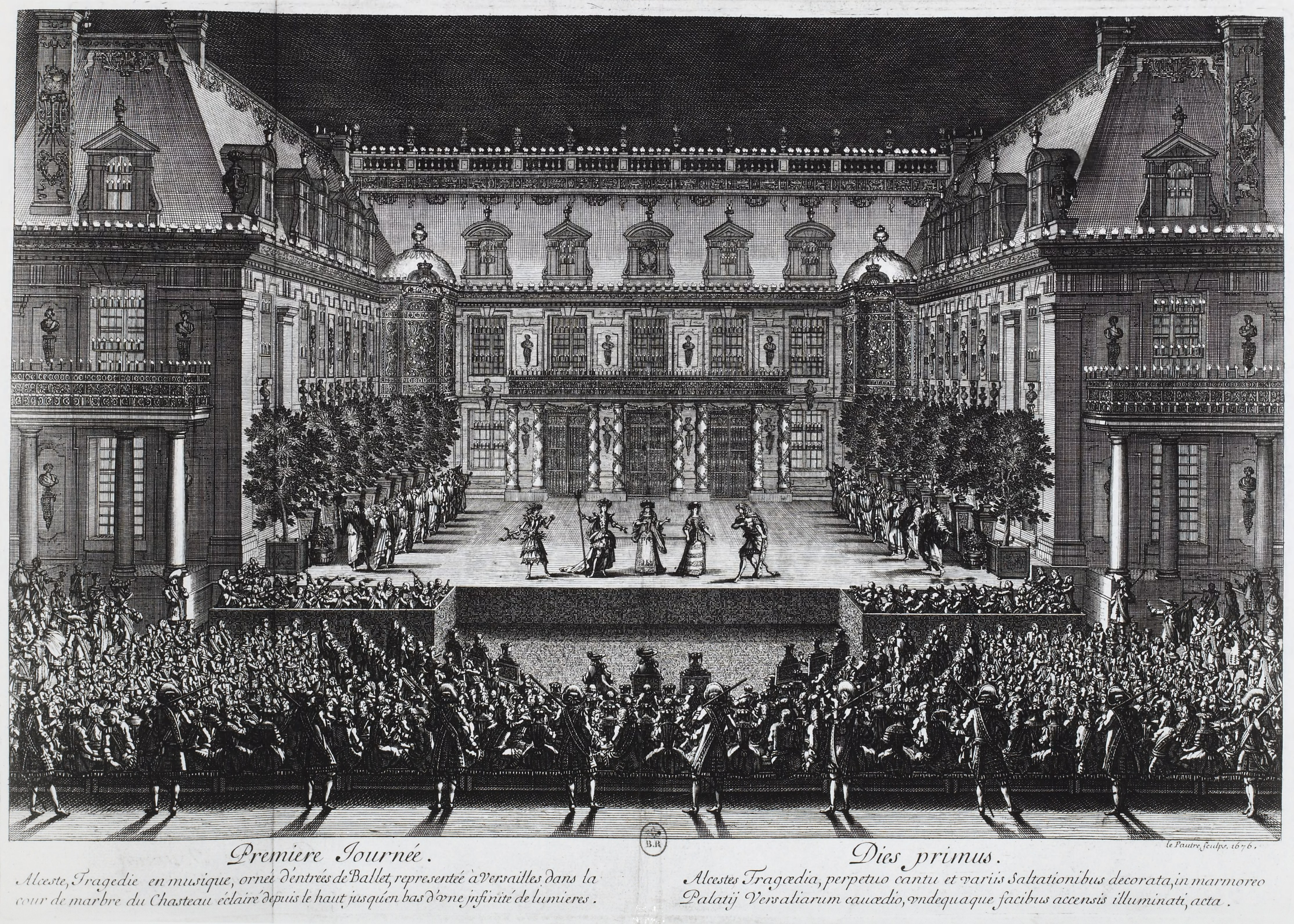
uitvoering van Alceste, op de Cour de Marbre

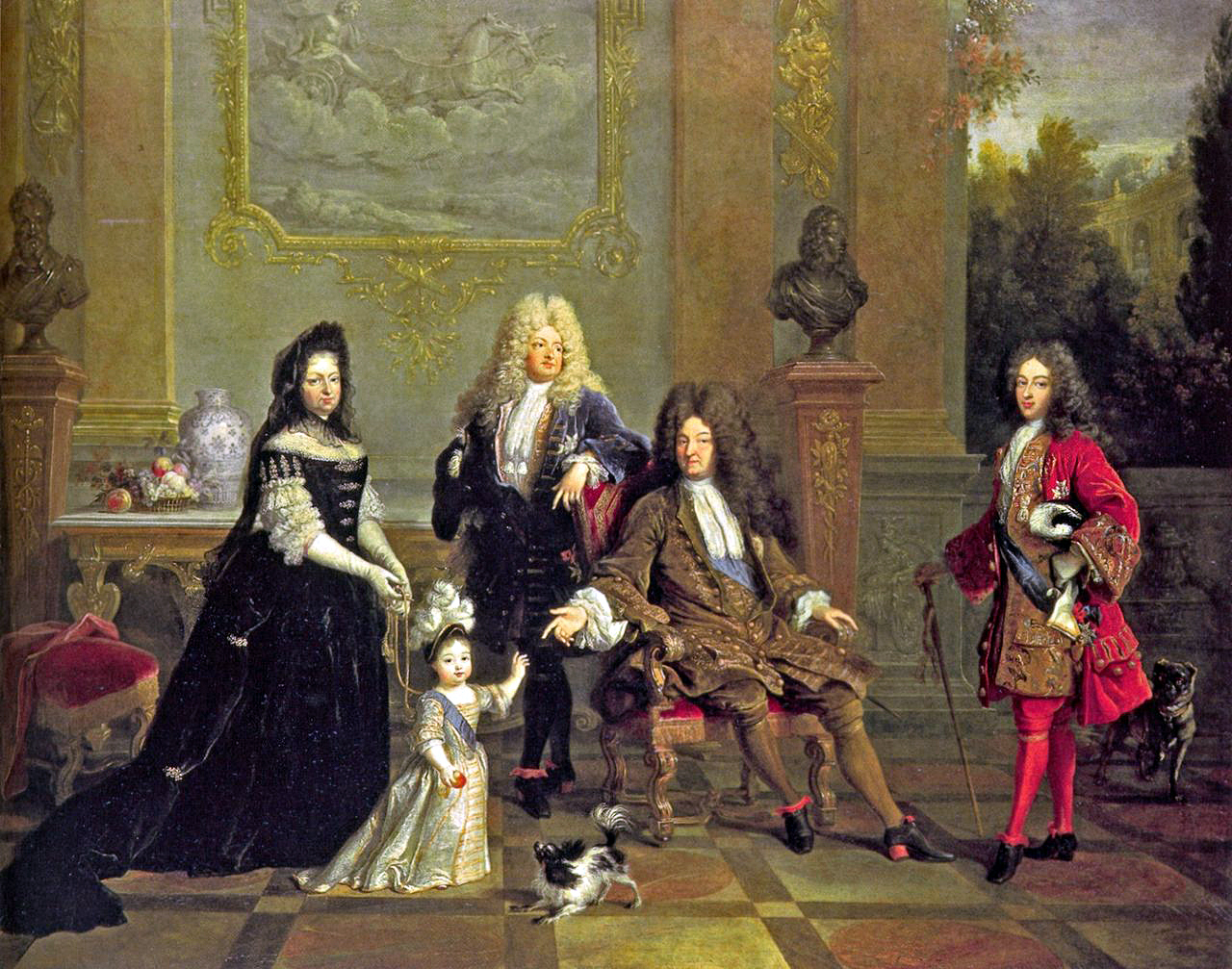
Koning Lodewijk XIV en zijn familie

Het Franse hofprotocol tijdens het ancien régime is het complex van gedragsregels waar ieder lid van het Franse hof en elke bezoeker zich tijdens het ancien régime van Frankrijk zich aan diende te houden.
Het Hof van Versailles ontving duizenden bezoekers, die de aandacht en de protectie van de koning en zijn familieleden wilde verwerven of nieuwe contacten wilden leggen. Iedereen die naam en faam had in het ancien régime verbleef hier. Om aanzien en aandacht te krijgen besteedden vele adellijke dames die zich aan het hof ophielden een groot deel van hun vermogen aan de laatste mode.
De beslissingen van de Koning waren van cruciaal belang voor de hovelingen. Hierdoor ontstonden er ware gevechten om in de gratie van de Koning te komen en kwamen er veel intriges en complotten voor. Sommige affaires brachten de Monarchie ernstig schade toe, zoals de Diamanten halssnoer-affaire.

## Het Franse hofprotocol
Aan het hof bestonden strikte regels over wie wat mocht doen.
Deze regels werden vastgelegd in ceremonieboeken.
Daar deze boeken en vele aantekeningen van hovelingen bewaard zijn gebleven, kan men een goed beeld vormen van het hofleven in Versailles.
De Koning had vrijwel continu tientallen lakeien en hovelingen in zijn omgeving. Hij kon zich slechts terugtrekken in het Kleine Trianon.
Het Kasteel was zo ontworpen, dat Koning duidelijk te zien was in de Opera en in de Koninklijke Kapel.
Sommige delen van het kasteel werden afgebakend zodat niet iedereen daar kon lopen.
de Cour de Marbre was alleen voor de allerhoogsten gereserveerd.
Het was een zeer hoge eer te worden toegelaten bij het ontwaken en aankleden van de Koning. Voor een Brevet d'Affaires, dat de eer verleende aanwezig te mogen zijn als de koning op zijn gemakstoel zat, werd 60.000 pond neergeteld.

### Het ochtendritueel
De Koning werd elke morgen om 8 uur ritueel gewekt door de Eerste Kamerknecht des Konings met de woorden: "Sire, voilà l'heure". Dit was het startsein van het zogenaamde Petit Lever.
Sommige hovelingen werden uitgekozen om de Koning een kledingstuk aan te reiken. Dit werd beschouwd als de grootst mogelijke eer.
Dagelijks onderzocht de Eerste Geneesheer des Konings de Vorst, bijgewoond door de Koninklijke Familie en personen die recht hadden op de "Grandes Entrées".
Daarna werd hij aangekleed in het bijzijn van talrijke hovelingen (Grand Lever).
Tijdens het Grand Lever schreed de Vorst door de Spiegelzaal naar de Kapel.
Honderden hovelingen waren hierbij aanwezig.
Voor velen was dit het moment om de vorst een gunst te vragen. Ze moesten dan zijn aandacht weten te krijgen.
Als de koning de woorden "Ik heb die persoon nog nooit aan het hof gezien..." uitsprak, was dit een afwijzing.
De edelen wilden door bij de koning in een goed blaadje te staan, een zo'n hoog mogelijke positie krijgen.
De Koning ging elke morgen van zijn slaapkamer naar de Koninklijke Loge in de Kapel, waar hij de mis bijwoonde.
De begane grond was gereserveerd voor de hovelingen. Zij kwamen veeleer om de Vorst te zien, en niet voor de godsdienstige plechtigheid.
De Mis werd opgeluisterd door de befaamdste componisten zoals Lully en Couperin.
Het katholieke hof bracht op zondagen en kerkelijke feestdagen vele uren in de kapel door.

### De appartementen en slaapkamers
Iedereen aan het Hof had zijn eigen positie en functie, waaraan voorrechten werden toegekend. Een voorbeeld is de toewijzing van de appartementen in Versailles volgens strikt protocol en functies.
De hovelingen sliepen normaliter buiten het Kasteel in het Grand-Commun.
Sommigen kregen het voorrecht een klein (zolder)kamertje te betrekken in het Kasteel (soms voor enige dagen).
Bij de uitstapjes naar het kasteel van Marly, waarbij de koning uitnodigde wie hij zelf wilde ("Sire, Marly?", fluisterden de hoopvolle hovelingen), gold het protocol niet. De Koning wees de kamers zelf aan de uitverkoren hovelingen toe; hij liet dan op de deur de naam zetten; naargelang de gunst:
- de Pompignan
- Monsieur de Pompignan

of de hoogste eer;
- pour Monsieur de Pompignan (dat betekende dat Pompignan een vaste gast was op Marly)

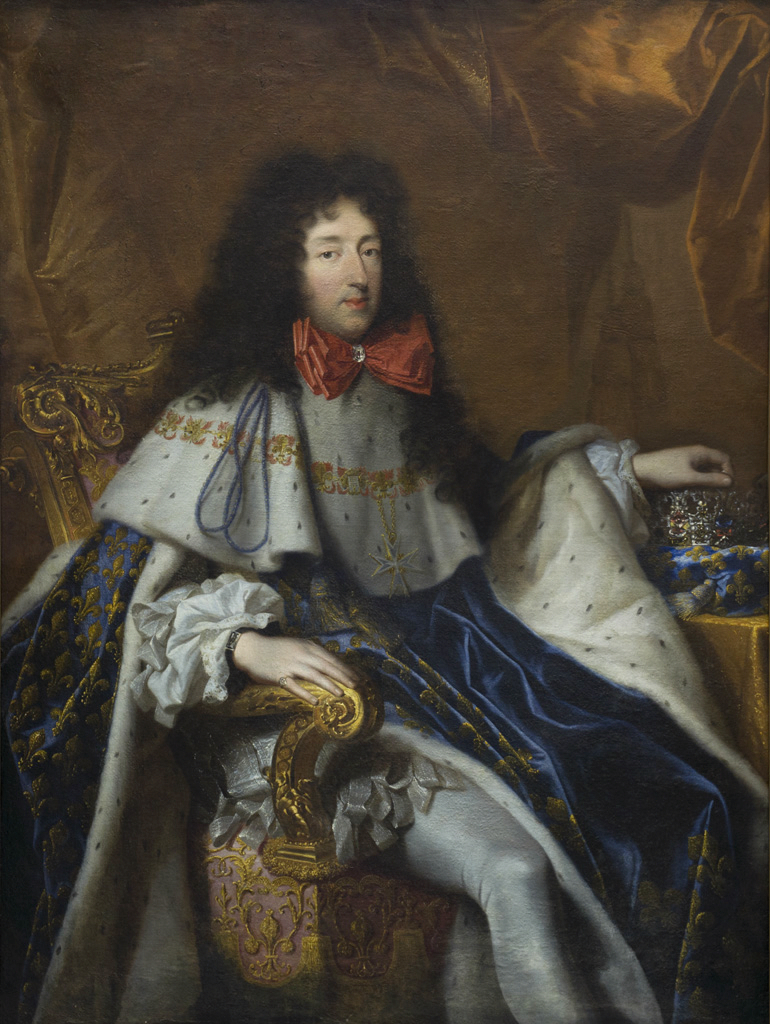
Filips, broer des Konings

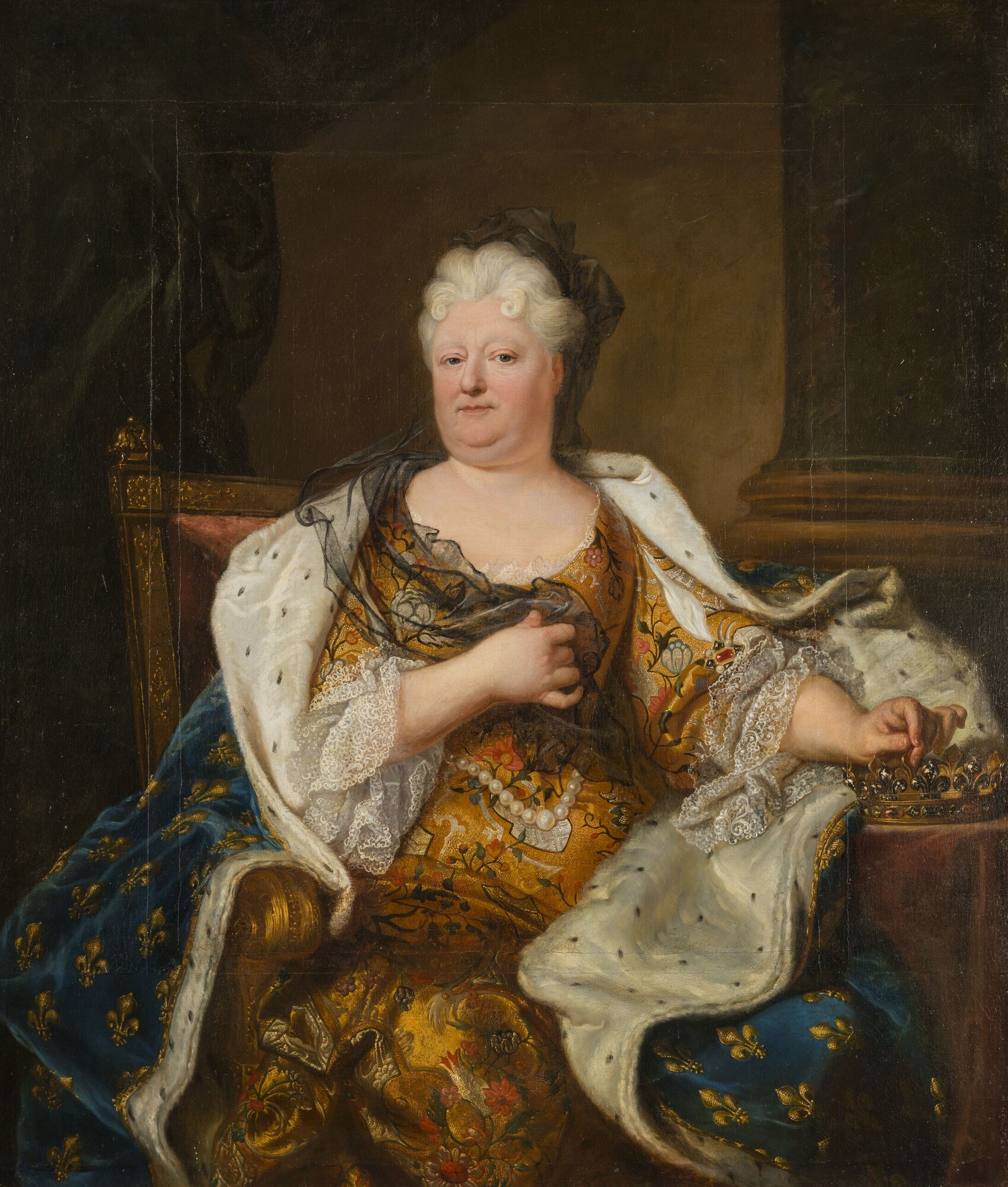
La Palatine, schoonzuster des Konings

### De zitplaatsen
Een ander voorbeeld van het onderstrepen van de rang van de hoveling is het toekennen van een tabouret. De dauphin en kleinkinderen van Frankrijk (zo werd naar de Vorst verwezen) hadden samen met Hertoginnen en buitenlandse Prinsessen en de echtgenoten van de Spaanse Grandes recht op een taboeret in bijzijn van de koning of Koningin.
Andere hovelingen, inclusief Kardinalen, vrouwen en mannen van aanzien, moesten staan.
Hoe hoger de hiërarchie hoe beter de stoel.
Het beste was voor de koningin later ook voor Madame de Maintenon gereserveerd; de fauteuil.
Dit was een zetel met armleuningen.
Daarna kwam de stoel met een hoge rugleuning en ten slotte de taboeret.
In het appartement van een lid van de Koninklijke familie, die dan zelf recht had op een leunstoel, mocht een edelvrouwe een stoel nemen.
Van een edelman, Louis-Phillippe Hertog van Guise, die gehuwd was met een "kleindochter van Frankrijk", de hertogin van Alençon, kleindochter van Hendrik IV, is bekend dat hij in het bijzijn van zijn vrouw slechts op haar uitnodiging, en enkel op een taboeret, mocht gaan zitten.
Sommige edelen en enfants de France hadden recht op een draagstoel, en toegang tot bepaalde vertrekken in het paleis. Ook hadden Prinsessen van Koninklijken bloede recht op een lange sleep van een 3-tal meter in geval van hofrouw; ook hier was de lengte gekoppeld aan de titel.
Dankzij de memoires en brieven van Madame; la Palatine kunnen we ons een exact beeld vormen van de sfeer in 1686 aan het Hof.

Werkelijk, iemand die niets van doen heeft met dit Hof zou zich tranen lachen om de gang van zaken. De Koning denkt dat hij vroom is omdat hij met geen enkele jonge vrouw meer naar bed gaat; hij praat de gunstelingen van zijn broer [:de aanbidders van Monsieur, de Hertog van Orléans] naar de mond en valt iedereen lastig. De oude Maintenon schept er plezier in alle leden van de Koninklijke Familie gehaat te maken bij de Koning, en baas over hen te spelen. Afgezien van Monsieur, over wie ze vleiend dingen zegt tegen de Vorst. Alles loopt via haar en alles gaat scheef zoals haar oud postuur; ze legt een flinke spaarpot aan, slaat overal geld uit en tot overmaat van ramp is ze op de hoogte van alle staatsgeheimen.

Madame la Palatine schrijft ten tijde van de hongersnood van 1709 over de intriges en relaties aan het Hof:

Het is een vermakelijke komedie van ingewikkelde intriges, ik zou kunnen zeggen als we niet van de honger sterven dan is het van het lachen.

### Gokken
In Versailles werd druk gegokt. De koning vond het goed, moedigde goede spelers aan om vaker te komen. Er werd voor grof geld gespeeld. 

Men speelde vooral kaart: kansspelen zoals Pharaon, bassette, hombre of lansquenet. Het trictracspel (oppervlakkig gelijkend op backgammon, maar met ingewikkelde spelregels) was bijzonder populair onder de adel.
Sommige hovelingen maakten fortuin en kwamen in de koninklijke gunst met het spel, zoals de markies van Dangeau. Andere verloren enorme sommen. Soms greep de Koning in om een familielid of door het spel geruïneerde edelman de schande te besparen.
Ook werd er geloot; de Koning kocht dan vele loten die hij wegschonk.
Zijn winst stelde hij als nieuwe prijs beschikbaar.

### Dansavonden
Drie keer per week organiseerde de Koning voor zijn gasten avonden waarop kon worden gedanst, gekaart en voor de hovelingen een groot buffet werd aangericht. Op die avonden werd er door de Koning biljart gespeeld. Bronnen melden dat de Vorst iedereen uitnodigde aan zijn biljarttafel; zelfs rijke burgers. Voor Burgers was het de hoogste eer om te mogen verliezen van de Franse Bloedadel. De gasten werden ontvangen op persoonlijke uitnodiging van de Vorst.

## Feesten aan het hof
Als de vorst een feest gaf kreeg de Eerste Kamerheer des Konings de opdracht de voorbereidingen te starten. Er moesten kostuums worden gemaakt, decors worden gebouwd, muziek geschreven, enzovoort.
Daarvoor ging de Eerste Kamerheer des Konings te rade bij componisten en andere artiesten om zo een geheel van kunst te kunnen presenteren aan de vorst.
De Koning wou aan het Hof zijn almacht laten zien, en ook de andere Monarchen in Europa zijn pracht laten zien.
Hiervoor werden speciaal artiesten ontboden die alles vastlegden in gravures en schilderijen.

### Plaisirs de l'Île enchantée
Een van de bekendste grote feesten die georganiseerd werden, van 7 tot 12 mei 1664 plaatsvonden, waren Les Plaisirs de l'Île enchantée. Ze waren gebaseerd op een thema uit Orlando Furioso, ter ere van Madame de La Vallière. Er waren zeshonderd gasten. Omdat het Kasteel te klein was voor het grote aantal gasten, werden de scènes allemaal in de tuin georganiseerd.
Dit werd al vroeger gedaan in de Renaissance.
Toen werden gekostumeerde bals in de open lucht georganiseerd.
Op 7 mei (18u) vangt het feest aan met een grote Carrousel; dit was een paardenpraaltocht met de Koning zelf, en alle mannen van aanzien in praalkostuums voor de dames.
Er is een schitterende gravure van Israël Silvestre bewaard.
Jean-Baptiste Colbert schrijft ons hierover:

Tous les jours, les bals, les ballets, les comédies, les musiques de voix et d'instruments de toutes sortes, les violons, les promenades, les chasses et les autres divertissements ont succédé l'un apres l'autre

De drie eerste actes van Tartuffe van Molière werden opgevoerd tot ergernis van de katholieke Koningin-moeder en haar gezelschapsdames.
Het geheel werd door Lully muzikaal omlijst( door sonnetten en madrigalen).
Daarnaast werden er ballet gedanst, komedies en toernooien opgevoerd.
De jonge Monarch had geen schroom om zelf mee te dansen als allegorische voorstelling van Griekse Goden, hij was een geschoold balletdanser.
In 1669 danste hij de Apollo in Flora; op 4 februari 1670 vertolkte Lodewijk al dansend Apollo, die Python versloeg.
Zijn aanbidding voor de Zonnegod Apollo is nog steeds alomtegenwoordig in Frankrijk.
Op 9 mei vond er gigantisch vuurwerk plaats.
Sommige hovelingen klaagden over het kleine Kasteel, sommigen moesten zelfs in hun koets slapen.

### Le Grand Divertissement Royal
In 1668 besluit Lodewijk een nieuw feest te organiseren, maar nu slechts voor 1 dag; Le Grand Divertissement Royal. De Koning nodigt nu duizend gasten uit, zelfs de gewone burgers mogen komen kijken naar de tuinen en de restjes van het eten meegraaien. Daarna volgen nog andere feesten; Les Divertissements de Versailles (1674) waarin Molières Le Malade Imaginaire wordt opgevoerd. Nadien voert de Koning de wekelijkse Soirées d'Appartement in, de Koning zelf krijgt bovendien ook te maken met sterfgevallen; het Hof moet regelmatig rouwen om de dood van een van de leden van de Koninklijke Familie.
Het prestige van Versailles raakte bovendien al snel bekend aan andere hoven; zodat de meeste Europese Koningen niet wilden onderdoen voor hun Franse rivaal. In een mum van tijd werd Versailles de standaard van toonaangevende mode en cultuur in de 17de en 18de eeuw.
Het archief van het Kasteel is vandaag een ware schatkamer, er zijn ontelbare plannen en documenten bewaard; doch zijn er ook elementaire zaken verloren gegaan in de Franse Revolutie. Veel historische informatie kunnen we putten uit de talloze memoires; de bekendste zijn deze van de Hertog van Saint-Simon.

## Na Lodewijk XIV
Onder Lodewijk XV veranderde het hofleven. De Koning leefde meer teruggetrokken in zijn appartementen en de enorme menigte hovelingen had geen centrale figuur meer waarnaar men zich van uur tot uur kon richten.
Lodewijk XVI kon nog minder dan zijn grootvader inhoud geven aan zijn koningschap. Het hof verveelde zich terwijl de koning en koningin zich zo veel mogelijk terugtrokken met een kleine groep intieme vrienden.